# Dedé Stefanelli
André Stefanelli Martins, mais conhecido como Dedé (São Paulo, 21 de agosto de 1984) é um jogador de basquete profissional. Atualmente defende o São José.

## Honras

### Seleções de campeonatos
- Jogo das Estrelas NBB: 2009

## Títulos
Seleção Brasileira
- Vice-campeão Sul-Americano Sub-21: 2004

Uniara/Araraquara
- Vice-campeão do Campeonato Brasileiro: 2002
- Vice-campeão do Campeonato Paulista: 2002
- Campeão do Campeonato Paulista Juvenil: 2002, 2003

Franca
- Vice-campeão do Novo Basquete Brasil: 2010/11

São José Basketball
- Vice-campeão do NBB: 2011/12
- Campeonato Paulista: 2012
- Jogos Regionais: 2011
- Jogos Abertos do Interior: 2011

Vasco da Gama
- Campeão da Copa Avianca: 2017